# 政治语言学
政治语言学（英语：political linguistics）是由语言学和政治学交叉形成的一门新兴语言学分支学科，研究语言和政治之间的共变关系，它与社会语言学和媒体语言学之间有着密切的联系。主要采用的研究方法是话语分析法。在研究政治语言学时，人们可以关注口号、大众传媒、辩论和宣传对说服个人的价值观和身份认同的影响。